# Capela Garrison

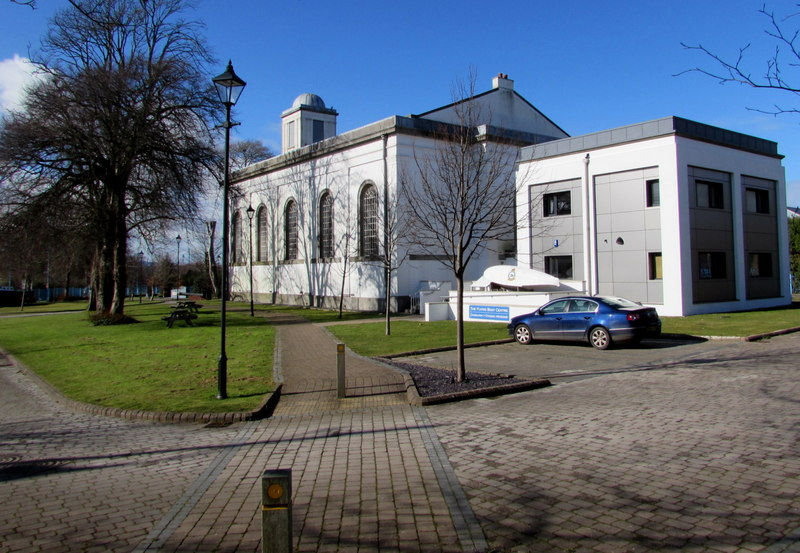
Vista da capela.

A Capela Garrison é uma capela localizada na Pembroke Dock em Pembrokeshire, Gales.
Foi construída em 1830, com um design clássico por George Ledwell Taylor. Entre 1974 e 1986 foi utilizada pelo Pembrokeshire Motor Museum, entretanto, foi alvo de uma compra sem sucesso e caiu em ruínas; tendo sido obrigatoriamente comprada pelo conselho do condado em 2003.